# ألفارو غوميز هيرتادو
ألفارو غوميز هيرتادو هو صحفي ودبلوماسي وسياسي كولومبي، ولد في 8 مايو 1919 في بوغوتا في كولومبيا، وتوفي بنفس المكان في 2 نوفمبر 1995. نشط حزبياً في حزب المحافظين الكولومبي.

## مناصب
- انتخب سفير كولومبيا لدى إيطاليا ‏.
- انتخب سفير كولومبيا لدى فرنسا ‏ (فبراير 1992 – مارس 1995).
- انتخب سفير كولومبيا لدى الولايات المتحدة [الإنجليزية]‏ (9 مارس 1983 – 7 أبريل 1985).
- انتخب عضو مجلس النواب الكولومبي ‏.